# Telenoticias (Puerto Rico)
Telenoticias es el nombre del informativo local de TV, de la cadena Telemundo, en Puerto Rico. Iniciado en 1954, como el primer programa nacional transmitido en Puerto Rico y conducido por el reportero ancla Evelio Otero. En los años '60 fue comenzado a ser conducido por otros reporteros anclas. 
A través de los años en Telenoticias han trabajado reconocidos reporteros como: Bobby Anglero, Charito Fraticelli, Silvia Gómez, Aníbal González Irizárry, Luis Guardiola, Jorge Rivera Nieves, Doris Torres, Madeline Vega, Ivonne Solla, Ramón Enrique Torres, Bruni Torres, José Esteves, Walter Soto León, Miguel Ramos, Lourdes Collazo, Raúl Camilo, Ivette Sosa, Roberto Cortés, Héctor Vázquez y Ricardo Torres.

## Historia
Durante los pasados 20 años Telemundo emitía dos ediciones una a las 5 p. m. y otra a las 10 p. m. y posteriormente a las 11 p. m. En 2002 estrenan las nuevas ediciones Fin de Semana a las 5 p. m. y a las 11pm. En 2003 el Departamento de Noticias de Telemundo estrena Telemundo por la Mañana con Charito Fraticelli, Silverio Pérez, posteriormente fue cambiado a Telenoticias A.M. que en la actualidad es conducido por los reporteros Grenda Rivera y Walter Soto León además del meteorólogo Alfredo Finalé en el tiempo, Miguel Ramos en el tránsito y Lourdes Collazo en la sección de Entretenimiento, para luego ser cancelado y despedir a poco más de los que trabajaron en el mismo.
Luego el Departamento de Noticias se encuentra en renovación: la adquisición del nuevo radar "TeleDoppler" el radar más "poderoso" de la televisión de Puerto Rico, el despido de algunos empleados y reporteros, el estreno de su nuevo set diseñado por NBC Universal con un estilo a los Noticieros NBC en los Estados Unidos y la utilización de gráficas de la estación de WNBC-New York 4.
En 2014, regresan las ediciones de Fin de Semana, con Ricardo Currás y Marjorie Ramírez, como anclas.

## Reporteros
- Jorge Rivera Nieves
- Ivonne Solla Cabrera
- Roberto Cortés
- Charito Fraticelli
- Luis Guardiola
- Lourdes Collazo
- José Esteves
- Sylvia Gomez
- Ricardo Torres
- Walter Soto León
- Jeremy Ortiz Portalatín
- Maribel Meléndez Fontán
- Héctor Vázquez Muñiz
- Ivette Sosa
- Glorinel Soto Rodríguez
- Wilenie Sepulveda
- Marjorie Rámirez
- Kaly Esther Toro
- Zugey Lamela
- María del Carmen González
- Elizabeth Robaina
- Grenda Rivera
- Zamira Mendoza

## Analistas
- Carlos Diaz Olivo
- Luis Pabón Roca
- Anabelle Torres Colberg
- Alejandro García Padilla
- Jose Sanchez Acosta
- Zoe Laboy

## Ediciones de Noticias
En la Semana
- Telenoticias a las 11:00 AM - 11:00 AM-11:30 AM
- Telenoticias a las 4:00 PM - 4:00 PM-5:00 PM
- Telenoticias a las 5:00 PM - 5:00 PM-6:00 PM
- Telenoticias a las 10:00 PM - 10:00 PM-10:30 PM, Martes 11:00 PM-11:30 PM

Fin de Semana
- Telenoticias a las 5:00 PM - 5:00 PM-6:00 PM
- Telenoticias a las 10:00 PM - 10:00 PM-10:30 PM

## Canales donde se emite
WKAQ-TV es la estación a cargo de la transmisión de Telenoticias :
- WKAQ-TV 2 en San Juan
- WKAQ-DT 2.1 en San Juan
- W09AT 9 en Fajardo
- WORA-TV Canal 5 en Mayagüez

- Datos: Q6140571